# Liu Xiaodong (calciatore)
Liu Xiaodong (劉曉東T, 刘晓东S, Liú XiǎodōngP; Changchun, 14 gennaio 1989) è un ex calciatore cinese, di ruolo attaccante.